# Karl Knapp (Heimatforscher)
Karl Knapp (* 5. Januar 1933 in Griesheim) ist ein deutscher Heimatforscher, Autor und Hobby-Archäologe.

## Leben
Knapp wuchs in einer Arbeiterfamilie auf. Schon früh betätigte er sich im SPD-Ortsverein. Nach Bestehen des Abiturs im Jahr 1954 absolvierte er im Anschluss eine Ausbildung zum Verwaltungsbeamten bei der Stadt Griesheim. Im Jahr 1958 wurde er Sekretär, drei Jahre später dann Inspektor. Knapp arbeitete mehrere Jahrzehnte als Gemeindebediensteter in Griesheim, zuletzt war er Magistratsdirektor und als solcher für die Kämmerei, die Personalverwaltung und die Öffentlichkeitsarbeit zuständig. Im Jahr 1995 ging er in den Ruhestand. Des Weiteren war Knapp ab 1975 für 32 Jahre Mitglied des Ortsgerichts und fungierte in dieser Zeit als stellvertretender Ortsgerichtsvorsitzender.
Neben seiner beruflichen Laufbahn betätigte sich Knapp als Heimatforscher und Hobby-Archäologe. Sein besonderes Interesse galt der Griesheimer Heimatgeschichte, zu der er mehrere Bücher veröffentlichte. Des Weiteren führte er seit den 1960er Jahren an über 100 Fundstellen archäologische Nachforschungen und Grabungen durch. Hierbei konnte er die Besiedlung des Griesheimer Gebietes seit der Jungsteinzeit nachweisen.
Für besondere Verdienste um die Städtepartnerschaft erhielt er im Jahr 1980 die Silberne Ehrenmedaille der französischen Stadt Bar-le-Duc. Die Stadt Griesheim zeichnete ihn für sein ehrenamtliches Engagement im Jahr 1980 mit der Bronzenen sowie 1995 mit der Silbernen Verdienstplakette aus. Im Jahr 2012 erhielt er den Hessischen Verdienstorden am Bande verliehen, in Anerkennung für seine Tätigkeiten in der Heimat- und Geschichtsforschung sowie in der ehrenamtlichen Gerichtsbarkeit.
Knapp ist verwitwet. Die ehemalige Griesheimer Bürgermeisterin Gabriele Winter ist seine Tochter.

## Veröffentlichungen (Auswahl)
- Lebensbild der Gemeinde Griesheim. 1965.
- 450 Jahre Reformation in Griesheim. 1980.
- Griesheim in kriegerischen Zeiten. 1985.
- Die Dampfstraßenbahn nach Griesheim. In: Die Bahn und ihre Geschichte. Darmstadt 1985, S. 40–44.
- mit Tilmann Dederer: Elisabeth Langgässer und Griesheim. 1986, ISBN 3-87704-015-2.
- Griesheim – Von der steinzeitlichen Siedlung zur Lebendigen Stadt. 1991.
- mit Gustl Gromes, Johan Schmalz und Wolfgang Bassenauer: 50 Jahre St. Stephan – 1948 bis 1998. 1998.
- mit Erich Müller: Griesheim 100 Jahre in Bildern. 1999, ISBN 3-9806629-1-8.
- Griesheimer Geschichten. 2006, ISBN 3-9806629-2-6.
- Die wechselvolle Geschichte des Griesheimer Sandes. 2008.
- Griesheimer Geschichten. Band 2, 2012.